# Dutch Open Tennis
Dutch Open Tennis – męski turniej tenisowy kategorii ATP International Series zaliczany do cyklu ATP World Tour, rozgrywany na kortach twardych w latach 1976–2008.
W latach 1976–1994 turniej gościł w Hilversum. Od 1995 do 2001 roku odbywał się w Amsterdamie, a od 2002 roku do 2008 przeniósł się do Amersfoort.

## Mecze finałowe

### gra pojedyncza
| Amersfoort |                    |                        |                             |
| Rok        | Zwycięzca          | Finalista              | Wynik                       |
| 2008       | Albert Montañés    | Steve Darcis           | 1:6, 7:5, 6:3               |
| 2007       | Steve Darcis       | Werner Eschauer        | 6:1, 7:6(1)                 |
| 2006       | Novak Đoković      | Nicolás Massú          | 7:6(5), 6:4                 |
| 2005       | Fernando González  | Agustín Calleri        | 7:5, 6:3                    |
| 2004       | Martin Verkerk     | Fernando González      | 7:6(5), 4:6, 6:4            |
| 2003       | Nicolás Massú      | Raemon Sluiter         | 6:4, 7:6(3), 6:2            |
| 2002       | Juan Ignacio Chela | Albert Costa           | 6:1, 7:6(4)                 |
| Amsterdam  |                    |                        |                             |
| Rok        | Zwycięzca          | Finalista              | Wynik                       |
| 2001       | Àlex Corretja      | Junus al-Ajnawi        | 6:3, 5:7, 7:6(0), 3:6, 6:4  |
| 2000       | Magnus Gustafsson  | Raemon Sluiter         | 6:7(4), 6:3, 7:6(5), 6:1    |
| 1999       | Junus al-Ajnawi    | Mariano Zabaleta       | 6:0, 6:3                    |
| 1998       | Magnus Norman      | Richard Fromberg       | 6:3, 6:3, 2:6, 6:4          |
| 1997       | Slava Doseděl      | Carlos Moyá            | 7:6(4), 7:6(5), 6:7(4), 6:2 |
| 1996       | Francisco Clavet   | Junus al-Ajnawi        | 7:5, 6:1, 6:1               |
| 1995       | Marcelo Ríos       | Jan Siemerink          | 6:4, 7:5, 6:4               |
| Hilversum  |                    |                        |                             |
| Rok        | Zwycięzca          | Finalista              | Wynik                       |
| 1994       | Karel Nováček      | Richard Fromberg       | 7:5, 6:4, 7:6(7)            |
| 1993       | Carlos Costa       | Magnus Gustafsson      | 6:1, 6:2, 6:3               |
| 1992       | Karel Nováček      | Jordi Arrese           | 6:2, 6:3, 2:6, 7:5          |
| 1991       | Magnus Gustafsson  | Jordi Arrese           | 5:7, 7:6(2), 2:6, 6:1, 6:0  |
| 1990       | Francisco Clavet   | Eduardo Masso          | 3:6, 6:4, 6:2, 6:0          |
| 1989       | Karel Nováček      | Emilio Sánchez         | 6:2, 6:4                    |
| 1988       | Emilio Sánchez     | Guillermo Pérez Roldán | 6:3, 6:1, 3:6, 6:3          |
| 1987       | Miloslav Mečíř     | Guillermo Pérez Roldán | 6:4, 1:6, 6:3, 6:2          |
| 1986       | Thomas Muster      | Jakob Hlasek           | 6:1, 6:3, 6:3               |
| 1985       | Ricki Osterthun    | Kent Carlsson          | 4:6, 4:6, 6:2, 6:4, 6:3     |
| 1984       | Anders Järryd      | Tomáš Šmíd             | 6:3, 6:3, 2:6, 6:2          |
| 1983       | Tomáš Šmíd         | Balázs Taróczy         | 6:4, 6:4                    |
| 1982       | Balázs Taróczy     | Buster Mottram         | 7:6, 6:7, 6:3, 7:6          |
| 1981       | Balázs Taróczy     | Heinz Günthardt        | 6:3, 6:7, 6:4               |
| 1980       | Balázs Taróczy     | Haroon Ismail          | 6:3, 6:2, 6:1               |
| 1979       | Balázs Taróczy     | Tomáš Šmíd             | 6:2, 6:2, 6:1               |
| 1978       | Balázs Taróczy     | Tom Okker              | 2:6, 6:1, 6/2, 6/4          |
| 1977       | Patrick Proisy     | Lito Álvarez           | 6:0, 6:2, 6:0               |
| 1976       | Balázs Taróczy     | Ricardo Cano           | 6:4, 6:0, 6:1               |

### gra podwójna
| Amersfoort |                                        |                                     |               |
| Rok        | Zwycięzcy                              | Finaliści                           | Wynik         |
| 2008       | František Čermák Rogier Wassen         | Jesse Huta Galung Igor Sijsling     | 7:5, 7:5      |
| 2007       | Juan Pablo Brzezicki Juan Pablo Guzmán | Robin Haase Rogier Wassen           | 6:2, 6:0      |
| 2006       | Alberto Martín Fernando Vicente        | Lucas Arnold Ker Christopher Kas    | 6:4, 6:3      |
| 2005       | Martín García Luis Horna               | Nicolás Massú Fernando González     | 6:4, 6:4      |
| 2004       | Jaroslav Levinský David Škoch          | José Acasuso Luis Horna             | 6:0, 2:6, 7:5 |
| 2003       | Devin Bowen Ashley Fisher              | Chris Haggard André Sá              | 6:0, 6:4      |
| 2002       | Jeff Coetzee Chris Haggard             | André Sá Alexandre Simoni           | 7:6(1), 6:3   |
| Amsterdam  |                                        |                                     |               |
| Rok        | Zwycięzcy                              | Finaliści                           | Wynik         |
| 2001       | Paul Haarhuis Sjeng Schalken           | Àlex Corretja Luis Lobo             | 6:4, 6:2      |
| 2000       | Sergio Roitman Andrés Schneiter        | Edwin Kempes Dennis van Scheppingen | 4:6, 6:4, 6:1 |
| 1999       | Paul Haarhuis Sjeng Schalken           | Devin Bowen Ejal Ran                | 6:3, 6:2      |
| 1998       | Jacco Eltingh Paul Haarhuis            | Dominik Hrbatý Karol Kučera         | 6:3, 6:2      |
| 1997       | Paul Kilderry Nicolás Lapentti         | Andrew Kratzmann Libor Pimek        | 3:6, 7:5, 7:6 |
| 1996       | Donald Johnson Francisco Montana       | Rikard Bergh Jack Waite             | 6:4, 3:6, 6:2 |
| 1995       | Marcelo Ríos Sjeng Schalken            | Wayne Arthurs Neil Broad            | 7:6, 6:2      |